# Trachymene erodioides
Trachymene erodioides är en flockblommig växtart som först beskrevs av Buwalda och Cornelis Gijsbert Gerrit Jan van Steenis, och fick sitt nu gällande namn av Minosuke Hiroe. Trachymene erodioides ingår i släktet Trachymene och familjen flockblommiga växter. Inga underarter finns listade i Catalogue of Life.